# Xiangyang (socken i Kina, Shandong)
Xiangyang (kinesiska: 向阳街道, 向阳) är en socken i Kina. Den ligger i provinsen Shandong, i den östra delen av landet, omkring 400 kilometer öster om provinshuvudstaden Jinan. Antalet invånare är 59 119. Befolkningen består av 28 633 kvinnor och 30 486 män. Barn under 15 år utgör 7,0 %, vuxna 15-64 år 80 %, och äldre över 65 år 11,0 %.
Genomsnittlig årsnederbörd är 748 millimeter. Den regnigaste månaden är juli, med i genomsnitt 264 mm nederbörd, och den torraste är februari, med 12 mm nederbörd.